# Makabi Haifa FC
Makabi Haifa FC (hebrejsky מועדון הכדורגל מכבי חיפה, Mo'adon ha-Kaduregel Makabi Chejfa) je izraelský fotbalový klub z města Haifa, který je součástí sportovního klubu Makabi Haifa. Za dobu své existence vyhrál k roku 2011 celkem 11 mistrovství, 5 státních pohárů a 4 poháry Toto. Byl založen roku 1913 a stal se prvním izraelským klubem, který se kvalifikoval pro skupinovou fázi Ligy mistrů UEFA.